# Hall megye (Texas)
Hall megye az Amerikai Egyesült Államokban, azon belül Texas államban található. Megyeszékhelye és legnagyobb városa Memphis. Lakosainak száma 2825 fő (2020. április 1.). Hall megye Cottle, Donley, Collingsworth, Childress, Motley és Briscoe megyékkel határos.

## Népesség
A megye népességének változása:
| Lakosok száma | 3355 | 3315 | 3296 | 3239 | 3138 | 2825 |
|               | 2010 | 2011 | 2012 | 2013 | 2015 | 2020 |